# Corneille Wellens
Corneille "Cornelis" Wellens (14. srpnja 1905. — nije poznat nadnevak kad je umro) je bivši belgijski hokejaš na travi.
Na hokejaškom turniru na Olimpijskim igrama 1928. u Amsterdamu igrajući za Belgiju je osvojio 4. mjesto. Igrao je na mjestu braniča. Odigrao je svih pet susreta. U susretu za broncu je Belgija izgubila od Njemačke.
Na hokejaškom turniru na Olimpijskim igrama 1936. u Berlinu je igrao za Belgiju. Belgija je ispala u 1. krugu. Odigrao je sve tri utakmice.

## Vanjske poveznice
- Profil na Sports Reference.com  Arhivirana inačica izvorne stranice od 19. svibnja 2011. (Wayback Machine)